# 波特爾角
64°30′S 61°46′W / 64.500°S 61.767°W
波特爾角是南極洲的海岬，位於葛拉漢地西岸，處於雷克呂半島的東北部，英國的探險隊在1956年踏足該海岬，該海岬在1960年被命名，現時由南極條約體系管理。